# Сан Потито (Л'Аквила)
Сан Потито (итал. San Potito) је насеље у Италији у округу Л'Аквила, региону Абруцо.
Према процени из 2011. у насељу је живело 111 становника. Насеље се налази на надморској висини од 1103 м.